# Rainans
Ne doit pas être confondu avec Raynans.
Rainans est une commune française située dans le département du Jura, dans la région culturelle et historique de Franche-Comté et la région administrative Bourgogne-Franche-Comté.
Label "Villes et Villages Fleuris" (3 fleurs).

## Géographie

### Hydrographie
- Les Brues
- Le Buoton
- Le Remondans

### Climat
Pour des articles plus généraux, voir Climat de la Bourgogne-Franche-Comté et Climat du département du Jura.
En 2010, le climat de la commune est de type climat des marges montargnardes, selon une étude du Centre national de la recherche scientifique s'appuyant sur une série de données couvrant la période 1971-2000. En 2020, Météo-France publie une typologie des climats de la France métropolitaine dans laquelle la commune est exposée à un climat semi-continental et est dans une zone de transition entre les régions climatiques « Bourgogne, vallée de la Saône » et « Jura ».
Pour la période 1971-2000, la température annuelle moyenne est de 10,6 °C, avec une amplitude thermique annuelle de 17,5 °C. Le cumul annuel moyen de précipitations est de 984 mm, avec 12,3 jours de précipitations en janvier et 8,4 jours en juillet. Pour la période 1991-2020, la température moyenne annuelle observée sur la station météorologique de Météo-France la plus proche, « Dole », sur la commune de Dole à 7 km à vol d'oiseau, est de 11,6 °C et le cumul annuel moyen de précipitations est de 1 023,0 mm. 
La température maximale relevée sur cette station est de 40 °C, atteinte le 31 juillet 2020 ; la température minimale est de −24 °C, atteinte le 10 janvier 1985,,.
Les paramètres climatiques de la commune ont été estimés pour le milieu du siècle (2041-2070) selon différents scénarios d'émission de gaz à effet de serre à partir des nouvelles projections climatiques de référence DRIAS-2020. Ils sont consultables sur un site dédié publié par Météo-France en novembre 2022.

## Urbanisme

### Typologie
Au 1er janvier 2024, Rainans est catégorisée commune rurale à habitat dispersé, selon la nouvelle grille communale de densité à sept niveaux définie par l'Insee en 2022.
Elle est située hors unité urbaine. Par ailleurs la commune fait partie de l'aire d'attraction de Dole, dont elle est une commune de la couronne,. Cette aire, qui regroupe 87 communes, est catégorisée dans les aires de 50 000 à moins de 200 000 habitants,.

### Occupation des sols
L'occupation des sols de la commune, telle qu'elle ressort de la base de données européenne d’occupation biophysique des sols Corine Land Cover (CLC), est marquée par l'importance des territoires agricoles (62,4 % en 2018), une proportion sensiblement équivalente à celle de 1990 (62,5 %). La répartition détaillée en 2018 est la suivante : 
terres arables (49 %), forêts (25,7 %), prairies (13,3 %), zones urbanisées (7,3 %), milieux à végétation arbustive et/ou herbacée (4,6 %). L'évolution de l’occupation des sols de la commune et de ses infrastructures peut être observée sur les différentes représentations cartographiques du territoire : la carte de Cassini (XVIIIe siècle), la carte d'état-major (1820-1866) et les cartes ou photos aériennes de l'IGN pour la période actuelle (1950 à aujourd'hui).

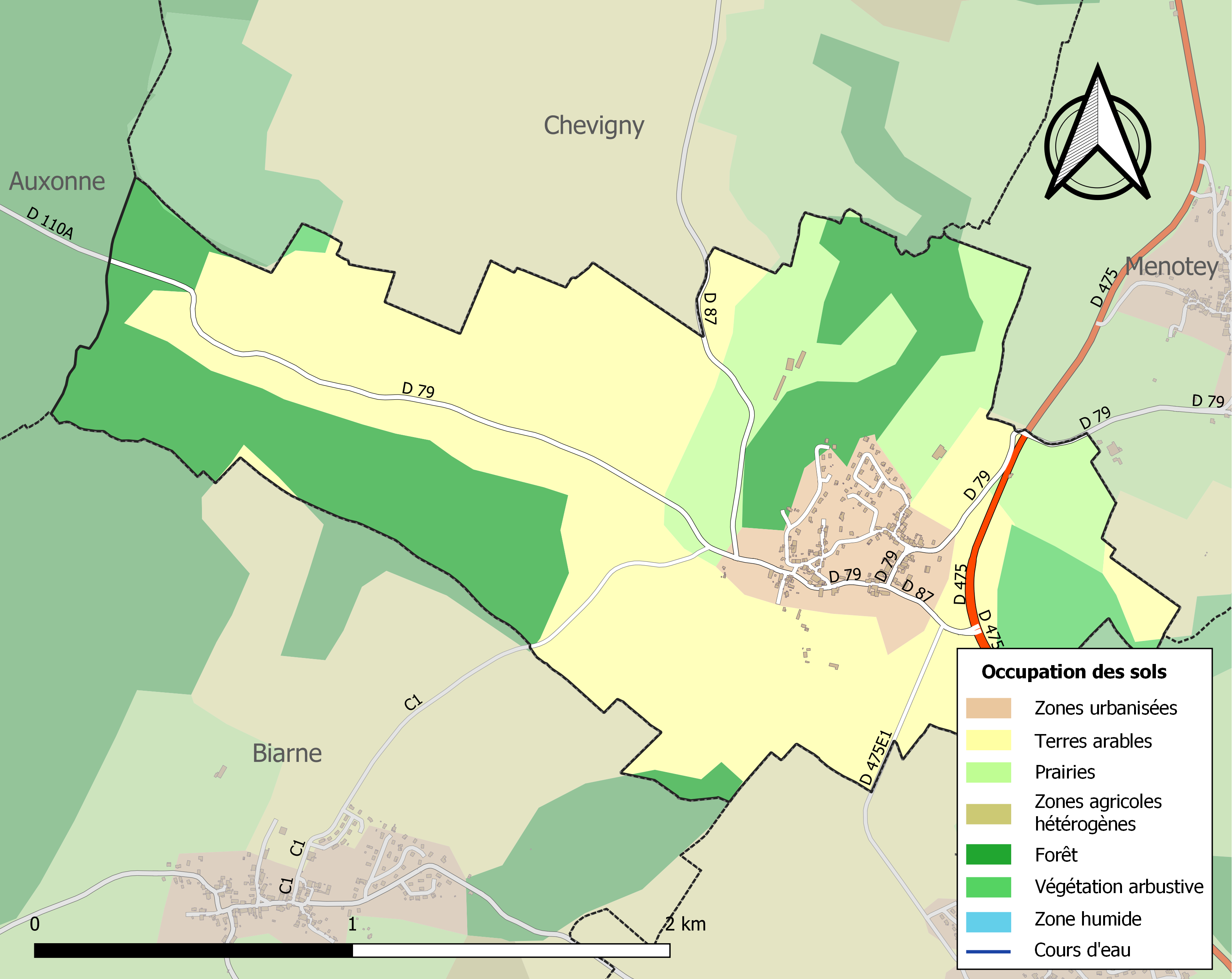
Carte des infrastructures et de l'occupation des sols de la commune en 2018 (CLC).

## Économie ancienne
- Viticulture du XIIIe au XXe siècle
- Les carrières furent exploitées vers 1900 par la famille Guenne.
- Café Gey ou café du Centre (avec débit de tabac) au pied de La Chaux. Café tenu par la famille Gey dans la première moitié du XXe siècle. Au XXI La salle principale du café est devenue un lieu d'animation culturel "le café décintré"

## Histoire
Commune viticole du XIIIe au début du XXe siècle.
- 1263 : première mention du nom du village.
- 1767 : la seigneurie de Rainans est achetée par Marie-Augustin de Toytot(1712-1805), écuyer, docteur en droit, avocat, subdélégué de l'Intendant de Franche-Comté, conseiller au Parlement de Besançon à Charlotte de Champagné, veuve de François Potier par devant Me Jean-Baptiste Rabusson, notaire royal à Dole de 1755 à 1791.
- 1836 : réalisation du cadastre.
- 1866 : érection du clocher de l'église.
- 1900 : refonte de la cloche fêlée, par Ferdinand Farnier, fondeur à Robécourt (Vosges).
- 16 février 1901 : dissolution de la subdivision de sapeurs-pompiers.
- 1901-1933 : Gare de Rainans sur la ligne des Chemins de fer vicinaux de Haute-Saône (section Pesmes-Dole). Elle était sise Aux Brues. Démolition : 1949.
- 1903 : installation d'un poids public.
- 1921 : érection du Monument aux Morts.

## Politique et administration
| Période                       | Période                        | Identité                                                                                         | Étiquette             | Qualité |
| ----------------------------- | ------------------------------ | ------------------------------------------------------------------------------------------------ | --------------------- | --- |
| 1792                          |                                | Claude Antoine Breton                                                                            |                       | Propriétaire |
| 1793                          |                                | Pierre Prequin                                                                                   |                       | Officier public |
| 28 janvier 1793               |                                | François Xavier Martin                                                                           |                       | Officier public |
| 1793                          |                                | Pierre Jullien                                                                                   |                       | Officier public |
| 1794 (élu le 19 nivôse an II) |                                | Pierre Jullien                                                                                   |                       | Officier public |
| An IV (1795/1796)             |                                | Pierre Prequin                                                                                   |                       | Officier public |
| An V (1796/1797)              | An VI (1797/1798)              | Charles François Victor Vaulcherot                                                               |                       | Agent municipal, avocat |
| An VIII (1799/1800)           | An X (1801/1802)               | Claude Antoine Breton                                                                            |                       | Propriétaire, avocat |
| An XII                        | 1814                           | Claude Antoine Breton                                                                            |                       | Propriétaire |
| 1814                          | 1817                           | Alexis de Toytot                                                                                 |                       | |
| 1817                          | 1821                           | Jean Nicolas Dalloz                                                                              |                       | |
| 1821                          | 1827                           | Alexis de Toytot (François Jullien : adjoint)                                                    |                       | Chevalier de Saint Louis |
| 1827                          | 1830                           | Guy François de Toytot                                                                           |                       | Ancien Capitaine de Carabiniers et propriétaire |
| 1830                          | 1837                           | Jean Nicolas Dalloz (Saint-Claude 1761-1846 Rainans)                                             |                       | Propriétaire. Conseiller général (1832) |
| 1837                          | 1841                           | Guy François de Toytot (Mangue : adjoint)                                                        |                       | |
| 1841                          | 1852                           | Philippe Pernin (Roy : adjoint)                                                                  |                       | |
| 1852                          | décembre 1859 (démissionnaire) | Auguste de Toytot (Rainans 1826-1922)                                                            |                       | Propriétaire viticulteur président du conseil de fabrique de Rainans |
| 1859                          | 1868                           | Philippe Gabriel Pernin (Azans 14/10/1800-Rainans 04/05/1871) Jullien François (adjoint en 1866) |                       | Propriétaire. Président de la Société de Saint-Vernier en 1865. |
| 1868                          | 1888                           | Roger Gabriel de Toytot (Jullien François (en 1869), Tissot Joseph, Aubertin Jules : adjoints)   | Droite                | Propriétaire viticulteur Conseiller général de Rochefort d'octobre 1871 à 1880. |
| 1888                          | 1892                           | Pierre Gey                                                                                       |                       | Propriétaire |
| 1892                          | 1896                           | Roger Gabriel de Toytot(Rainans 1832-1906 Dole)                                                  | Droite                | Propriétaire rentier. Conseiller général de Rochefort de 1886 à 1892. |
| 1896                          | 1904                           | Léon Gey                                                                                         |                       | Propriétaire viticulteur |
| 1904                          | 1944                           | Henri Rollier (1870-1946) - (Joseph Roy : adjoint vers 1910)                                     |                       | Propriétaire cultivateur |
| 1944                          | 1953                           | Maurice Roy                                                                                      |                       | |
| 1953                          | 1971                           | Jules Delvaux(Villerupt 11/06/1904-1971)                                                         |                       | Officier de la Légion d'honneur |
| 1971                          | 1973                           | René Chopard(1912-1988)                                                                          |                       | Médaillé militaire |
| 1973                          | 1981                           | Camille Lacroix(1912-1987)                                                                       |                       | Agriculteur |
| 1981                          | 1989                           | Jean Panier(1913-2005)                                                                           |                       | |
| 1989                          | 2020                           | Franck David (Lyon 1949-2...)                                                                    | DVD puis UMP puis UDI | Vétérinaire retraité, Conseiller général (2001-2015) Conseiller départemental (depuis 2015) 7e Vice-Président à la Communauté d’Agglomération du Grand Dole Président de l’Office de Tourisme du pays de Dole |
| 2020                          | En cours                       | Pascal Sancey                                                                                    |                       | |

Sources : La rainette (Bulletin municipal) de juillet 2009 et état civil.

## Démographie
L'évolution du nombre d'habitants est connue à travers les recensements de la population effectués dans la commune depuis 1793. Pour les communes de moins de 10 000 habitants, une enquête de recensement portant sur toute la population est réalisée tous les cinq ans, les populations de référence des années intermédiaires étant quant à elles estimées par interpolation ou extrapolation. Pour la commune, le premier recensement exhaustif entrant dans le cadre du nouveau dispositif a été réalisé en 2005.

En 2022, la commune comptait 265 habitants, en évolution de −1,85 % par rapport à 2016 (Jura : −0,81 %, France hors Mayotte : +2,11 %).
| 1793 | 1800 | 1806 | 1821 | 1831 | 1836 | 1841 | 1846 | 1851 |
| ---- | ---- | ---- | ---- | ---- | ---- | ---- | ---- | ---- |
| 266  | 358  | 403  | 283  | 390  | 379  | 350  | 366  | 372  |

| 1856 | 1861 | 1866 | 1872 | 1876 | 1881 | 1886 | 1891 | 1896 |
| ---- | ---- | ---- | ---- | ---- | ---- | ---- | ---- | ---- |
| 328  | 353  | 372  | 347  | 331  | 308  | 306  | 292  | 247  |

| 1901 | 1906 | 1911 | 1921 | 1926 | 1931 | 1936 | 1946 | 1954 |
| ---- | ---- | ---- | ---- | ---- | ---- | ---- | ---- | ---- |
| 251  | 240  | 222  | 188  | 187  | 150  | 131  | 137  | 130  |

| 1962 | 1968 | 1975 | 1982 | 1990 | 1999 | 2005 | 2006 | 2010 |
| ---- | ---- | ---- | ---- | ---- | ---- | ---- | ---- | ---- |
| 113  | 115  | 107  | 156  | 172  | 173  | 187  | 192  | 226  |

| 2015 | 2020 | 2022 | - | - | - | - | - | - |
| ---- | ---- | ---- | - | - | - | - | - | - |
| 262  | 264  | 265  | - | - | - | - | - | - |

### Climat
Pour des articles plus généraux, voir Climat de la Bourgogne-Franche-Comté et Climat du département du Jura.
En 2010, le climat de la commune est de type climat des marges montargnardes, selon une étude du Centre national de la recherche scientifique s'appuyant sur une série de données couvrant la période 1971-2000. En 2020, Météo-France publie une typologie des climats de la France métropolitaine dans laquelle la commune est exposée à un climat semi-continental et est dans une zone de transition entre les régions climatiques « Bourgogne, vallée de la Saône » et « Jura ».
Pour la période 1971-2000, la température annuelle moyenne est de 10,6 °C, avec une amplitude thermique annuelle de 17,5 °C. Le cumul annuel moyen de précipitations est de 984 mm, avec 12,3 jours de précipitations en janvier et 8,4 jours en juillet. Pour la période 1991-2020, la température moyenne annuelle observée sur la station météorologique de Météo-France la plus proche, « Dole », sur la commune de Dole à 7 km à vol d'oiseau, est de 11,6 °C et le cumul annuel moyen de précipitations est de 1 023,0 mm. 
La température maximale relevée sur cette station est de 40 °C, atteinte le 31 juillet 2020 ; la température minimale est de −24 °C, atteinte le 10 janvier 1985,,.
Les paramètres climatiques de la commune ont été estimés pour le milieu du siècle (2041-2070) selon différents scénarios d'émission de gaz à effet de serre à partir des nouvelles projections climatiques de référence DRIAS-2020. Ils sont consultables sur un site dédié publié par Météo-France en novembre 2022.

## Urbanisme

### Typologie
Rainans est une commune rurale, car elle fait partie des communes peu ou très peu denses, au sens de la grille communale de densité de l'Insee.
Par ailleurs la commune fait partie de l'aire d'attraction de Dole, dont elle est une commune de la couronne. Cette aire, qui regroupe 87 communes, est catégorisée dans les aires de 50 000 à moins de 200 000 habitants,.

### Occupation des sols
L'occupation des sols de la commune, telle qu'elle ressort de la base de données européenne d’occupation biophysique des sols Corine Land Cover (CLC), est marquée par l'importance des territoires agricoles (62,4 % en 2018), une proportion sensiblement équivalente à celle de 1990 (62,5 %). La répartition détaillée en 2018 est la suivante : 
terres arables (49 %), forêts (25,7 %), prairies (13,3 %), zones urbanisées (7,3 %), milieux à végétation arbustive et/ou herbacée (4,6 %).
L'IGN met par ailleurs à disposition un outil en ligne permettant de comparer l’évolution dans le temps de l’occupation des sols de la commune (ou de territoires à des échelles différentes). Plusieurs époques sont accessibles sous forme de cartes ou photos aériennes : la carte de Cassini (XVIIIe siècle), la carte d'état-major (1820-1866) et la période actuelle (1950 à aujourd'hui).

## Économie
La fête des Plantes, un marché annuel aux plantes créé en 1996 a lieu chaque premier dimanche d'avril.
Depuis décembre 2021, la commune de Rainans organise chaque deuxième du mois un marché de producteurs et d’artisans locaux.

## Lieux et monuments
- L’Église Saint-Antoine a été construite en 1850 aux frais des habitants (15 000 francs). Le clocher a été élevé en 1866 par Roger Gabriel de Toytot, sous la direction de M. Jacquemart, architecte à Dole, et grâce aux deniers de Guy-François-Hubert de Toytot et de sa femme née Wilhelmine Broch d'Hôtelans. L'église se compose d'une tribune, d'une nef, d'un chœur et d'une sacristie.

Objets classés Monument Historique : un reliquaire en argent du XVIe siècle, une statue de saint Antoine en bois polychrome du XVIIe siècle et deux tableaux et leurs cadres (art populaire du XVIIIe siècle) représentant saint Antoine et saint Vernier.
- Croix du XVIe siècle.
- Oratoire dédié à Notre-Dame.
- Chapelle Pierre-Pfister (monument privé construit en 1946) avec ses fenêtres à meneaux du XVIe provenant du château de Chevigny. Reproduction de l'art des catacombes romaines (fresques).
- Fontaines
- Source et lavoir du Buoton.
- Ruisseaux : Les Brues, Le Buoton et Le Remondans
- La Mare
- Monument aux Morts érigé en 1921. Il comporte 15 noms : 1 du conflit de 1870-1871 et 14 de 1914-1918.
- Jardin de la collection Annabelle (label Jardin Remarquable et refuge LPO): collection d'hortensias et hydrangea (agréée CCVS).

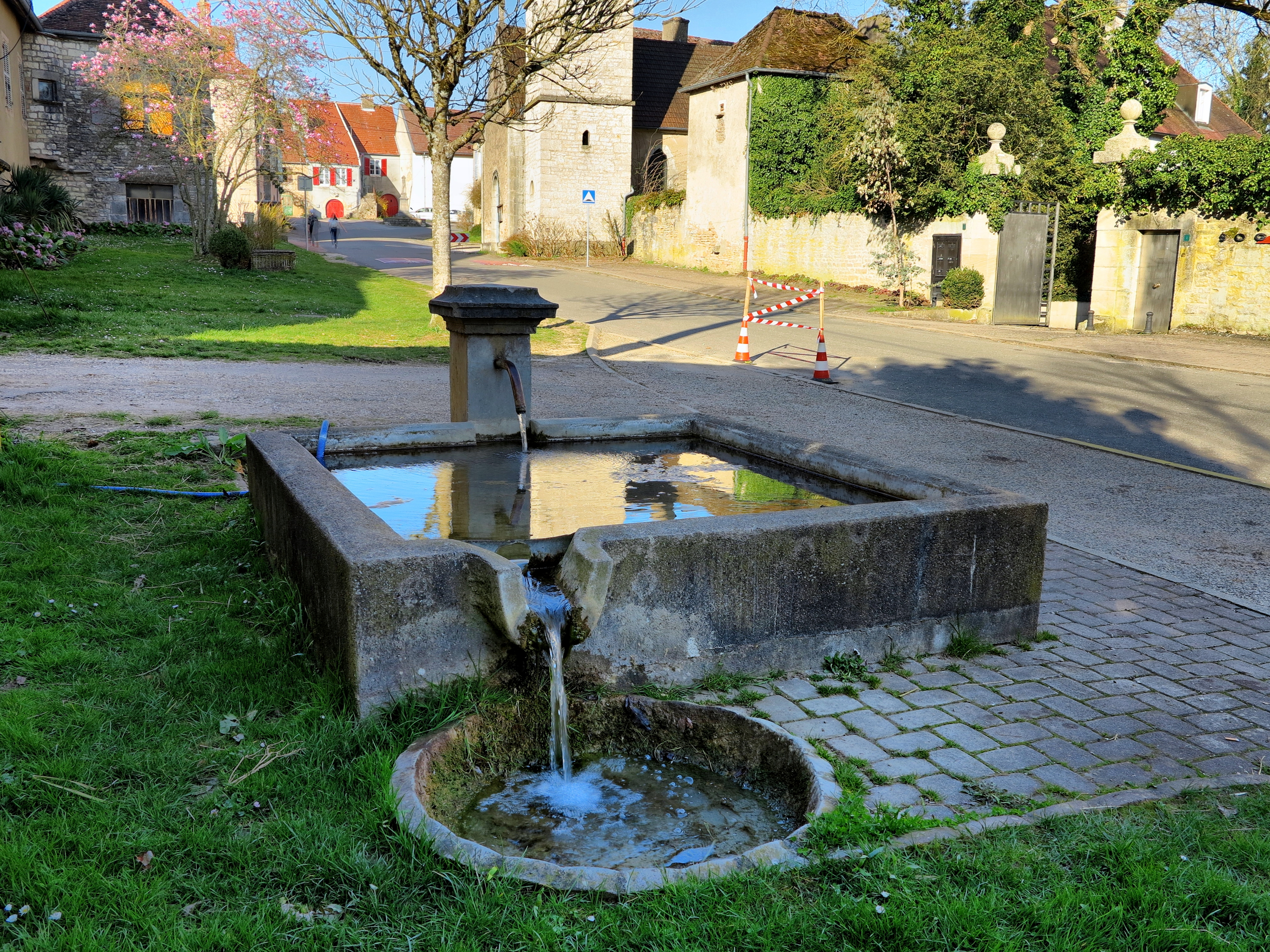
La fontaine rue de l'église.
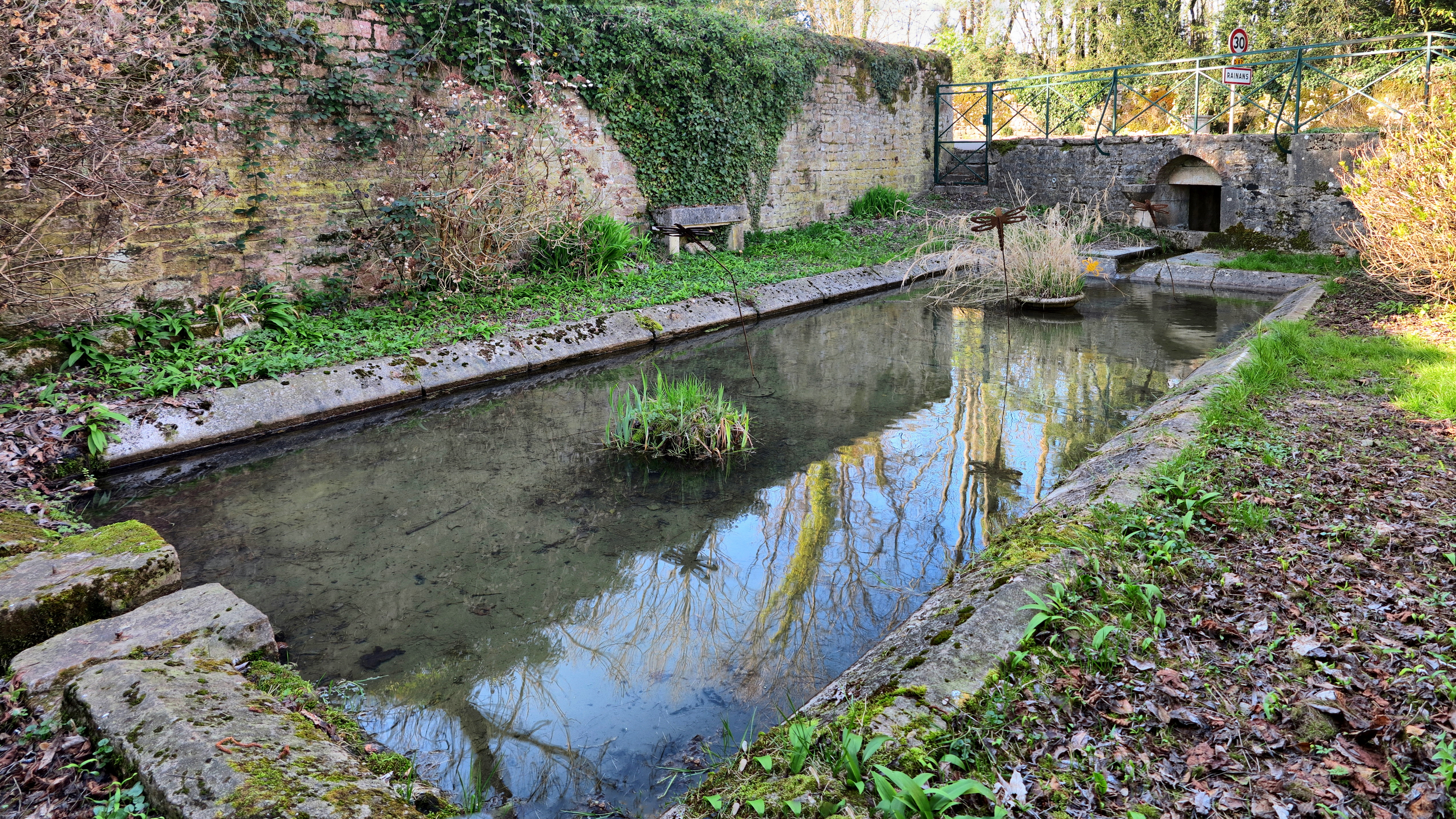
Le lavoir du Buoton.

## Voies
| 14 Odonymes recensés à Rainans | 14 Odonymes recensés à Rainans | 14 Odonymes recensés à Rainans | 14 Odonymes recensés à Rainans | 14 Odonymes recensés à Rainans | 14 Odonymes recensés à Rainans | 14 Odonymes recensés à Rainans | 14 Odonymes recensés à Rainans | 14 Odonymes recensés à Rainans | 14 Odonymes recensés à Rainans | 14 Odonymes recensés à Rainans | 14 Odonymes recensés à Rainans | 14 Odonymes recensés à Rainans |
| Allée                          | Avenue                         | Boulevard                      | Chemin                         | Impasse                        | Montée                         | Passage                        | Place                          | Route                          | Rue                            | Ruelle                         | Autres                         | Total                          |
| ------------------------------ | ------------------------------ | ------------------------------ | ------------------------------ | ------------------------------ | ------------------------------ | ------------------------------ | ------------------------------ | ------------------------------ | ------------------------------ | ------------------------------ | ------------------------------ | ------------------------------ |
| 0                              | 0                              | 0                              | 2                              | 0                              | 0                              | 0                              | 1                              | 0                              | 10                             | 1                              | 0                              | 14                             |
| Sources :                      |                                |                                |                                |                                |                                |                                |                                |                                |                                |                                |                                |                                |

## Personnalités liées à la commune
- Jean Nicolas Dalloz [Saint-Claude (Jura) 17/04/1761 - 25/02/1846 Rainans]: Prêtre, professeur d'humanités au collège de Mâcon, puis professeur de philosophie au collège de Saint-Claude, professeur de physique expérimentale et de chimie à l'école centrale du Jura - Secrétaire de la Société d'Agriculture de Dole (rédaction des mémoires) - Maire de Rainans et membre du conseil d'arrondissement de Dole. Ce savant œnologue et agronome a écrit un ouvrage sur l'art de la vinification vers 1820 et a perfectionné le pressoir ainsi que les instruments aratoires usités dans le pays. On lui doit une machine portative à battre le grain (mise en mouvement par un cheval), un appareil pour économiser le combustible dans les poêles de fonte ou de faïence... Il fait réaliser le cadastre communal en 1836 et fait construire à ses frais une maison d'école en 1849[19].
- Guy François Hubert de Toytot de Rainans [Gissey-le-Vieil (Côte d'Or) 1789 - 1872 Rainans]: capitaine-commandant au 2e Régiment de Carabiniers de Monsieur. Période : 1805-1825. Campagnes de l'Empire napoléonien : Prusse et Pologne (1806-1807), Autriche (1809), Russie (1812), Saxe (1813) et France (1814). Décorations octroyées : chevalier de Saint-Louis, chevalier de la Légion d'Honneur et médaille de Sainte-Hélène. Distingué à la bataille de Friedland (1807). Propriétaire du "Château de Rainans" (actuellement la SOGERIM).
- Roger Gabriel de Toytot (château de Rainans 16/09/1832-15/04/1906 Dole): comte, conseiller général du Jura, maire de Rainans (24 ans), vice-président du syndicat agricole pour l'arrondissement de Dole et président du Comité légitimiste de Franche-Comté jusqu’en 1883. Riche propriétaire, il fut l’auteur de plusieurs ouvrages sur le vignoble, l’élevage et le droit social. Une rue de la commune porte son nom.
- Pierre Pfister (Besançon 1895 - 1963 Rome) : Prêtre (ordonné en 1924) devenu chanoine français de Saint-Jean-de-Latran (nommé le 13 décembre 1947). Il fut professeur et Directeur au Grand Séminaire de Besançon de 1929 à 1946, professeur d'art sacré à Rome et Camérier Secret Surnuméraire du pape Pie XI en 1936. Mgr. Pfister a écrit : Les catacombes et les premiers chrétiens (éditions SPES, Paris, 1943) - Notre-Dame de Jouhe (imprimerie Delcey, Dole, 1947) - Pages de Rome immortelle (éditions Arthaud, 1954). Amateur de peinture et passionné d'archéologie chrétienne, il a réalisé les fresques du chœur de l’église de Rainans de 1919 à 1923. Monseigneur passait régulièrement ses vacances à Rainans où il fit construire une chapelle dans la maison familiale maternelle, dite maison Gauthier (en face de l'église). Aussi, la "chapelle Saint-Pierre" fut bâtie en 1946 avec des pierres provenant du château de Chevigny.
- Joseph Thoret (Dole 1892 - 1971 Saint-Rémy-de-Provence) : pionnier de l'aviation. Il vécut une partie de son enfance dans sa maison paternelle (l'actuelle mairie) et fut élève à l'école communale de Rainans (instituteur : Ardiot).
- Renato Angelo Lorenzo Vercelli (Turin 05/10/1907 - 1988 Monaco) : Artiste peintre italien - paysagiste (bois, étangs...) et portraitiste. Il travailla et résida à Rainans dans les années 1950, 1960, 1970 et 1980. Fils de Giulio Romano et de Maria Frizone. Le 19 août 1952, Renato se marie en la maison commune à Germaine LANCE (Rainans 27/12/1911), sans profession, fille de Claude François, vigneron et de Jeanne Françoise Marguerite Gérard.
- Philippe Hartmann (1928-2014) : facteur d'orgue havrais, résidait à Rainans dans les années 1950, 1960 et 1970. Il a restauré à cette époque l'orgue de l'église Saint-Martin à Baume-les-Dames (Doubs), de 1960 à 1967, l'orgue de chœur de la collégiale Saint-Hippolyte à Poligny (Jura),en 1970 ,construit celui de la chapelle de Vaux-sur-Poligny (1963) et a reconstruit avec Jean Deloye, l'orgue Callinet de la Co-cathédrale Notre-Dame de l'Annonciation de Bourg-en-Bresse entre 1976 et 1981. Il a fait aussi un orgue «de salon » pour le compositeur Olivier Bernard ,qui est maintenant au Conservatoire de Marseille.
- Dominique Lalmand : facteur d'orgue, réside à Rainans bien que son atelier soit à Dole. Il a restauré notamment le grand orgue de la collégiale Saint-Hippolyte à Poligny (Jura), en 1990.
- David Marcuz : ingénieur du son, musicien (guitariste - bassiste) et compositeur (De Si de La), installé à Rainans depuis 1984.
- VTM : Vraiment Très Méchants était un groupe de Rock punk (style : steak-rock saignant!) formé à Rainans, actif de 1996 à 2004.